# Francesco Severi (Rennfahrer)

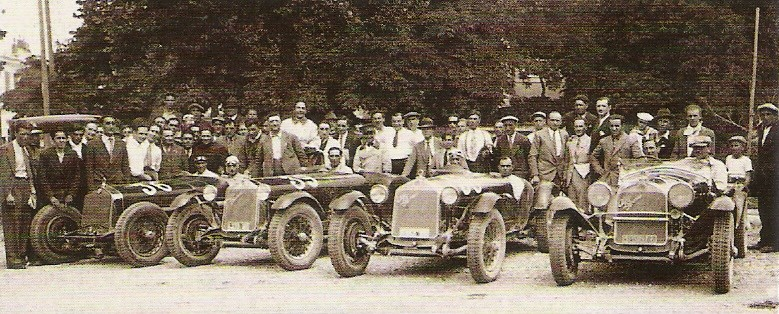
Francesco Severi (rechts neben Tazio Nuvolari) im Alfa Romeo P2 (Startnummer 36) beim Bergrennen Trieste-Opicina 1930

Francesco Severi (* 28. Mai 1907; † 20. Mai 1980) war ein italienischer Automobilrennfahrer.

## Karriere
Severi war in den 1930er-Jahren einer der bekanntesten und erfolgreichsten italienischen Sportwagenpiloten und zu dieser Zeit Werksfahrer der Scuderia Ferrari. Nach einem zweiten Rang beim Sportwagenrennen in Avellino hinter seinem Teamkollegen Baconin Borzacchini gewann er 1931 für die Scuderia die Targa Puglia.
1934 und 1935 gewann er mit Partner Franco Cortese die Gesamtwertung der Targa Abruzzi. Seine größten Erfolge im internationalen Motorsport feierte er beim 24-Stunden-Rennen von Spa-Francorchamps. 1936 siegte er gemeinsam mit Raymond Sommer auf einem Alfa Romeo 8C 2900A und 1938 mit Carlo Maria Pintacuda; der Einsatzwagen war erneut ein Alfa Romeo 8C, diesmal der Typ 2900B. 1937 war er außerdem bei der Targa Florio erfolgreich.
Severi bestritt auch einige Grand-Prix-Rennen; hier war seine beste Platzierung der zweite Platz beim Großen Preis von Genua 1937.